# حملة بورتوريكو
تُعتبر حملة بورتوريكو عمليةً عسكريةً نفذتها القوات الأمريكية البحرية والبرية في جزيرة بورتوريكو خلال الحرب الإسبانية الأمريكية. بدأ الهجوم في 12 مايو 1898، عندما هاجمت البحرية الأمريكية العاصمة سان خوان. على الرغم من محدودية الأضرار التي ألحقها الأمريكيون بالمدينة، تمكنوا من فرض حصار بحري على ميناء سان خوان. نفّذ الجانب الإسباني هجومًا مضادًا في 22 يونيو، بقيادة الطراد إيزابيل الثاني والمدمرة تيرور، لكنه باء بالفشل، إذ لم يتمكن الإسبان من كسر الحصار، بالإضافة إلى إلحاق أضرار بالمدمرة تيرور.
بدأ الهجوم البري في 25 يوليو، عندما وصل 1300 جندي مشاة بقيادة اللواء نيلسون إيه. مايلز قبالة ساحل غوانيكا. تقدّم الأمريكيون إلى كوامو، حيث اشتبكوا مع القوات البورتوريكية والإسبانية، بعد فرض سيطرتهم في الاشتباكات الأولى. انتهت المعركة بانسحاب جنود الحلفاء بعد خسارة جنديين في صفوفهم خلال المعركة، بينما استقرت حصيلة ضحايا الجانب الأمريكي عند أربعة قتلى. تمكنت الولايات المتحدة من السيطرة على فاخاردو في 1 أغسطس، لكنها أُجبرت على الانسحاب في 5 أغسطس بعد سيطرة مجموعة من 200 جندي بورتوريكي وإسباني بقيادة بيدرو ديل بينو على المدينة، في حين فرّ معظم السكان المدنيين إلى منارة قريبة. واجه الأمريكيون مقاومةً أكبر بالتزامن مع توغلهم في عمق الجزيرة. دخلوا عند نهر غواماني وكوامو في تبادلين لإطلاق النار لم يكن أي منهما حاسمًا نتيجة انسحاب جنود الحلفاء. انتهت معركة في سان جيرمان بطريقة مماثلة مع تراجع الإسبان إلى لاريس.
في 9 أغسطس 1898، واجهت القوات الأمريكية التي كانت تلاحق الوحدات المنسحبة من كوامو وأسومانتي مقاومةً شديدةً في أيبونيتو أسفرت عن انسحاب الأمريكيين بعد إصابة ستة من جنودهم. عادوا بعد ثلاثة أيام مع تعزيزات تضمنت وحدات مدفعية وحاولوا شن هجوم مفاجئ. لم تهدأ المدفعية الإسبانية إلا بعد نحو ساعة من المعارك. تقدمت القوات الأمريكية 2150 ياردة تقريبًا وأقامت نقاط تمركز في تلك المنطقة، لكن ما لبثت أن انسحبت منها نتيجة إفادة بعض الجنود برؤية تعزيزات إسبانية في مكان قريب، وعادوا نتيجة لذلك إلى الخط الرئيسي. عُلّقت جميع الأعمال العسكرية ضمن بورتوريكو في 13 أغسطس قبل وقت قصير من نية الأمريكيين شنّ هجوم التفافي على الإسبان، إذ وقع الرئيس الأمريكي ويليام ماكينلي والسفير الفرنسي جول كامبون -بالنيابة عن الحكومة الإسبانية- هدنةً تخلت بموجبها إسبانيا عن السيادة على أراضي بورتوريكو وكوبا والفلبين وغوام.

## تمهيد

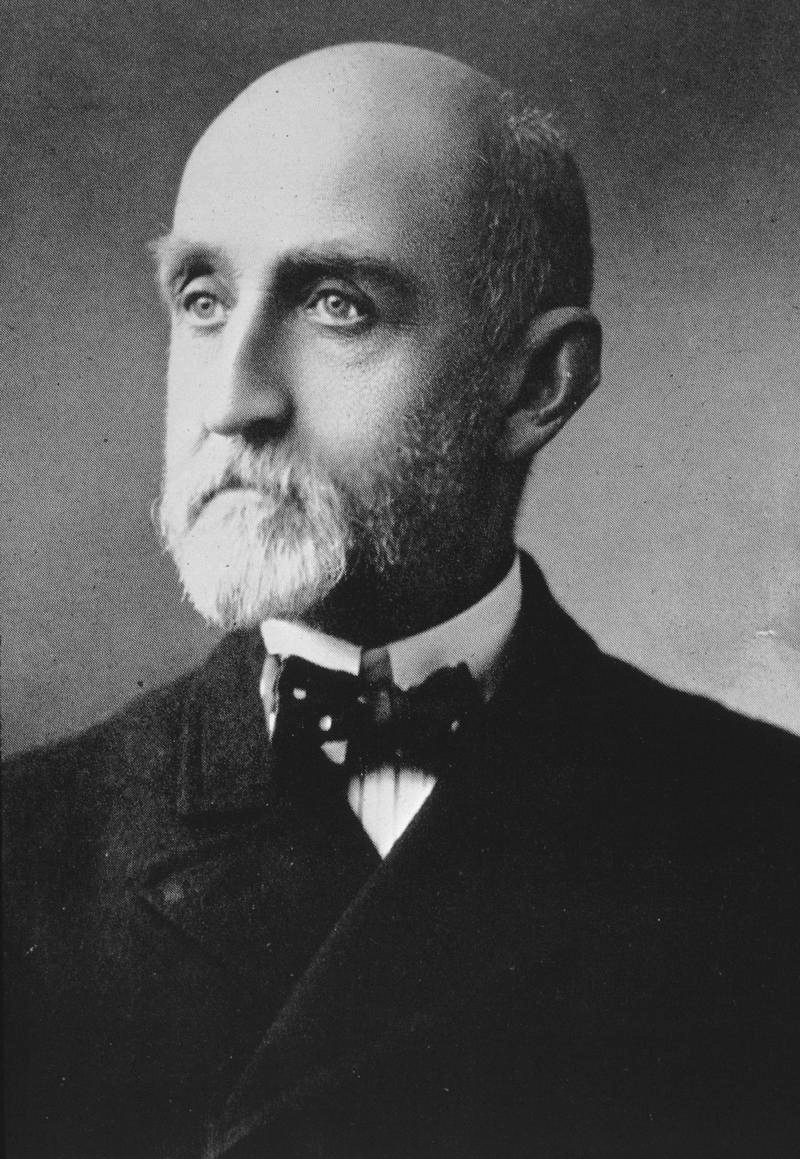
ألفريد ثاير ماهان

في عام 1890، كتب النقيب ألفريد ثاير ماهان -عضو مجلس الحرب البحرية والمفكر الاستراتيجي الأمريكي الرائد- كتابًا بعنوان تأثير القوات البحرية على التاريخ، إذ دعا إلى إنشاء قوة بحرية كبيرة على غرار البحرية الملكية البريطانية. طالب جزء من استراتيجيته بحيازة مستعمرات في البحر الكاريبي تخدم كمحطات للفحم والقوات البحرية، وتمثل نقاط دفاع إستراتيجية إبان بناء قناة برزخية.
لم تكن هذه الفكرة جديدة، إذ شدد ويليام سيوارد -وزير الخارجية السابق الذي خدم تحت إدارة رؤساء عدة من بينهم أبراهام لينكولن ويوليسيس غرانت- على ضرورة بناء قناة إما في هندوراس أو نيكاراغوا أو بنما، ودعا الولايات المتحدة إلى ضمّ جمهورية الدومينيكان وشراء بورتوريكو وكوبا. فشلت فكرة ضمّ جمهورية الدومينيكان في الحصول على موافقة مجلس الشيوخ الأمريكي، ولم تقبل إسبانيا عرضًا بلغت قيمته 160 مليون دولار قدمته الولايات المتحدة مقابل الحصول على بورتوريكو وكوبا. أدلى ماهان بالبيان التالي لوزارة الحرب: «نظرًا إلى عدم وجود مؤسسات خارجية سواء أكانت استعمارية أم عسكرية، ستتحول سفن الحربية الأمريكية إلى ما يشبه الطيور البرية التي تعجز عن الطيران بعيدًا عن شواطئها. ولعل مهمة توفير أماكن استراحة للسفن الأمريكية تستطيع فيها التزود بالفحم وإصلاح الأعطال ستكون من أولويات الحكومة التي تأخذ على عاتقها تطوير القوة البحرية للأمة».
لم تتوقف الكلية الحربية البحرية عن وضع خطط عديدة لحربها مع إسبانيا منذ عام 1894. أعد مكتب المخابرات البحرية بحلول عام 1896 خطةً تضمنت تنفيذ عمليات عسكرية في مياه بورتوريكو. لم تمثل بورتوريكو محطة بحرية قيّمة فحسب، بل ضمّت وكوبا أيضًا مخازن وفيرة من السكر الذي شكّل حينها سلعةً تجاريةً ثمينةً افتقرت إليها الولايات المتحدة.
انفجرت سفينة مين التابعة للبحرية الأمريكية وغرقت في ميناء هافانا الكوبي في 15 فبراير 1898. وفقًا لفيليب ألجر، أحد أبرز خبراء السلاح في البحرية، نجم الانفجار عن نيران ناتجة عن احتراق الفحم ما أدى إلى اشتعال مخزن ذخيرة احتياطي ضمّ ستة أطنان من البارود، كان معظمها رديئًا بالفعل بسبب رطوبة المناخ. على أي حال، وجهت الولايات المتحدة إنذارًا نهائيًا لإسبانيا للانسحاب من كوبا بعد غرق مين، ما دفع إسبانيا إلى قطع العلاقات الدبلوماسية مع الولايات المتحدة، وإعلان الحرب عليها في 23 أبريل 1898. في 25 أبريل، أعلن الكونغرس الأمريكي حالة الحرب بين الولايات المتحدة وإسبانيا منذ 20 أبريل. سعى الأمريكيون عبر حربهم مع الإسبان إلى السيطرة على الممتلكات الإسبانية في المحيط الأطلسي -بورتوريكو وكوبا- وتلك الموجودة في المحيط الهادئ؛ الفلبين وغوام.
في 27 أبريل، قصفت سفينة المراقبة والرصد الحربية بوريتان -إلى جانب الطرادين المدرعين نيويورك وسينسيناتي- التحصينات الإسبانية في خليج ماتانزاس في كوبا. وقّعت القوات الأمريكية والإسبانية في 16 يوليو هدنة عند شجرة السلام (بالإسبانية: Arbol de La Paz) (وهي شجرة كبيرة من أشجار القابوق) في سانتياغو دي كوبا، انتهت بموجبها العمليات الحربية في كوبا ومياهها. وجهت بعدها الولايات المتحدة قواتها العسكرية مكتملة الصفوف إلى بورتوريكو. أرسل اثنان من قادة الفرع البورتوريكي في الحزب الثوري الكوبي، الطبيب خوليو جيه. هينا وروبيرتو إتش. تود، رسالةً إلى الرئيس الأمريكي ماكينلي يطالبان فيها إدراج بورتوريكو ضمن أي مخططات أمريكية تهدف إلى التدخل في كوبا ابتداءً من 10 مارس. زوّدا أيضًا الحكومة الأمريكية بمعلومات عن الوجود العسكري الإسباني في الجزيرة.

### التحضيرات الإسبانية
نشرت صحيفة بورتوريكو الرسمية (بالإسبانية: la Gaceta de Puerto Rico) في 21 أبريل 1898 مرسومًا يلمّح إلى تطبيق القوانين العرفية في الجزيرة، ويعلق جميع الحقوق الدستورية استعدادًا للحرب.

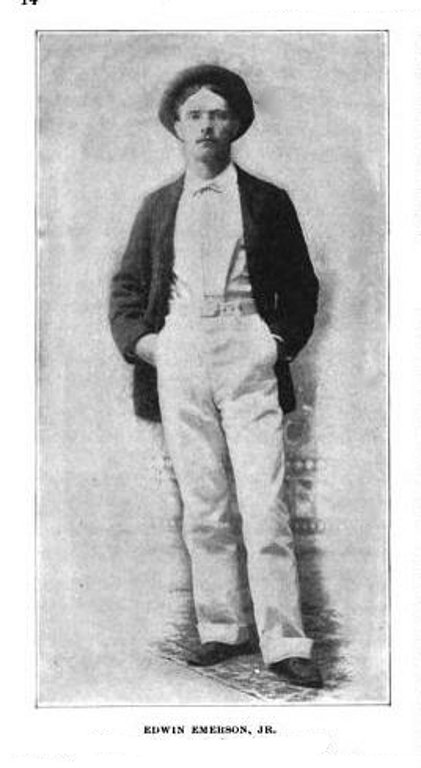
إدوين إيمرسون الابن

مع اندلاع الحرب، أرسل التاج الإسباني الكتائب البورتوريكية الاحتياطية الأولى والثانية والثالثة للدفاع عن كوبا ضد الأمريكيين، ما أفضى إلى استنفاد القوات البورتوريكية في الجزيرة. أُرسلت الكتيبة البورتوريكية الاحتياطية الأولى، التي تألفت من فرسان تالافيرا ومدفعية كروب، إلى سانتياغو دي كوبا حيث حاربت القوات الأمريكية في معركة سان خوان هيل. ألحقت المعركة خسائر فادحةً في صفوف الكتيبة البورتوريكية بلغت ما مجموعه 70 ضحية ما بين قتيل وجريح ومفقود وسجين. أقرّ حاكم بورتوريكو الإسباني، مانويل ماسياس واي كاسادو، القوانين العرفية في الجزيرة، وعقد العزم على مقاومة القوات الأمريكية. صرّح كاسادو: «لن تسمح العناية الإلهية باختفاء صدى لغتنا في هذه البلدان التي اكتشفتها الأمة الإسبانية، ولن توافق على تنكيس رايتنا أمام أعيننا... عاشت بورتوريكو إسبانيةً إلى الأبد. عاشت إسبانيا». أمل كاسادو في الحفاظ على ولاء البورتوريكيين للتاج الإسباني عبر ضمان حصولهم على الحكم الذاتي.

### التحضيرات الأمريكية
كتب هنري كابوت لودج رسالةً إلى ثيودور روزفلت في 24 مايو 1898، قال فيها: «لم ننسَ بورتوريكو ونريدها لنا».
غفل التاج الإسباني عن نجاح الولايات المتحدة حينها في التسلل إلى الجزيرة عبر جواسيس عدّة، من بينهم هنري هوارد ويتني، وهنري وارد، وجورج برونسون بريا، ووليام فريمان، وجيمس ديويل، وفريدريك أوبر، وإدوين إيمرسون الابن.
وفقًا لقصة نُشرت في مجلة سينشري في سبتمبر 1898، ادّعى إدوين إيمرسون الابن أنه صحفي ألماني، وقدّم نفسه إلى القنصل الألماني في سانت توماس، وسأل عن أسماء البورتوريكيين من أصل ألماني الذين يمكنه مقابلتهم. تضمنت قائمة الأسماء التي حصل إيمرسون عليها أشخاصًا من عائلة ريفكول في بلدة ماونابو. قابل إيمرسون عند وصوله إلى بلدة ماونابو الطفل رودولف دبليو ريفكول، البالغ من العمر 14 عامًا، وطرح عليه أسئلة باللغة الألمانية يستفسر عن امتلاكه خارطةً لبورتوريكو (بحجة أن إيمرسون قد فقد خارطته). أجاب ريفكول بالإيجاب، لكن كانت الخارطة كبيرةً جدًا على أن يستخدمها إيمرسون. عاد ريفكول إلى المنزل، ورسم خارطةً أخرى تظهر فيها الموانئ والمرافئ الرئيسية في بورتوريكو وقدمها للجاسوس المتخفي الذي استخدم الخارطة، وربما أعطاها بدوره إلى قائد الجيش الأمريكي، نيلسون إيه. مايلز، ما أثر على قرار مايلز بشأن نقاط الهبوط عند غزو بورتوريكو. نُشرت نسخة فوتوغرافية من خريطة ريفكول في مقالة سينشري.